# Tercera batalla de Montaigu (1799)
La tercera batalla de Montaigu va tenir lloc durant la Tercera Revolta de La Vendée, durant la Revolució Francesa.

## Batalla
El 29 d'octubre de 1799, el general de Vendée, Pierre Constant de Suzannet, comandant en cap de l'exèrcit catòlic i reial de Bas-Poitou i del Pays de Retz, va intentar capturar la ciutat de Montaigu amb 900 homes. Però la ciutat va ser defensada per una gran guarnició i canons.
L'atac, que es produeix cap a Meslay, al territori de la veïna ciutat de Guyonnière, va provocar una dura lluita que va ser finalment rebutjada pels republicans comandats pel comandant del batalló Levieux. Suzannet, així com el seu lloctinent, Charles-Henri de la Roche-Saint-André, van resultar ferits.
Aquests fets van conduir a la signatura del tractat de pau de Montfaucon el gener de 1800.